# واد اخضر
واد اخضر (به عربی: الواد الأخضر) یک شهرداری در الجزایر است که در استان تلمسان واقع شده‌است.